# Sublime AI
{{Infobox empresa
\| nome         = Sublime
\| imagem       =
\| legenda      =
\| tipo         = Plataforma de software (SaaS)
\| industria    = Tecnologia da informação
\| fundacao     =
\| fundadores   =
\| sede         = Caxias do Sul, \[\[Rio Grande do Sul]], \[\[Brasil]]
\| area         = \[\[Inteligência artificial]] conversacional
\| produtos     = Plataforma para agentes de IA aplicados a atendimento ao cliente
\| proprietario = Billionaire Boys Club Holding Ltda. (BBC Holding)
\| website      = [www.sublime.am](https://www.sublime.am/}})
}}
Sublime é uma plataforma brasileira de software como serviço voltada à construção e operação de agentes de \[\[inteligência artificial]] (IA) para automatização de processos de \[\[atendimento ao cliente]]. As informações publicamente disponíveis indicam que a Sublime é um produto da empresa Billionaire Boys Club Holding Ltda. (BBC Holding), sediada em Caxias do Sul, no estado do Rio Grande do Sul, Brasil.
\== História ==
Por se tratar de um produto de software e não de uma pessoa jurídica autônoma, os dados de constituição formal referem-se à empresa responsável, a BBC Holding, registrada no Brasil em 29 de novembro de 2021. O site oficial da plataforma passou a divulgar, em 2025, páginas de acesso e cadastro para usuários interessados, com menções a termos de uso e política de privacidade aplicáveis à prestação do serviço.
\== Produtos e serviços ==
De acordo com o material institucional, a Sublime posiciona-se como uma plataforma para criação e operação de agentes de IA com foco em atendimento ao cliente em múltiplos canais, com recursos típicos de soluções de automação conversacional, tais como gestão de conhecimento e operação contínua (24/7). As descrições públicas enfatizam a oferta como serviço (SaaS) e a configuração por interface gráfica, sem necessidade de programação por parte do usuário final.
\== Tecnologia ==
A documentação pública disponível não detalha a arquitetura técnica interna da plataforma (por exemplo, modelos de linguagem utilizados, pipelines ou provedores de infraestrutura). Em linhas gerais, trata-se de software de IA conversacional destinado a interpretar mensagens de usuários, consultar bases de conhecimento e executar respostas de forma automatizada, seguindo práticas comuns do setor.
\== Estrutura e propriedade ==
A plataforma é desenvolvida e operada pela BBC Holding, empresa registrada no CNPJ 44.406.095/0001-13, com sede em Caxias do Sul (RS). Os dados cadastrais públicos listam Douglas Andrade do Amaral como sócio-administrador da pessoa jurídica responsável.
\== Recepção e cobertura ==
Até o momento, não há ampla cobertura em fontes secundárias independentes de grande circulação (como veículos especializados ou imprensa de negócios) a respeito da plataforma. Por essa razão, parte das informações disponíveis decorre de páginas institucionais e bases públicas de registro empresarial, e o verbete pode evoluir à medida que surjam estudos de caso, reportagens ou análises independentes sobre a solução.
\== Ver também ==
- \[\[Inteligência artificial]]
- \[\[Processamento de língua natural]]
- \[\[Atendimento ao cliente]]
- \[\[Software como serviço]]

\== Referências ==